# 侯賽因·漢達基
侯賽因·漢達基（波斯語：‎，？—1738年），伊朗漢達基王朝的末代埃米爾（1725年—1738年在位）。侯賽因出身於阿富汗吉爾查伊族的普什圖人，父親為吉爾查伊族領袖米爾維斯·霍塔克，兄長馬哈茂德·霍塔克是第一位漢達基王朝沙阿。

## 生平
1725年4月25日馬哈茂德因精神錯亂而死。堂弟阿什拉夫·漢達基繼承為伊朗沙阿，而親弟侯賽因·漢達基在坎大哈繼承為阿富汗埃米爾。
1729年10月堂兄阿什拉夫·漢達基於達姆甘戰役敗予日後的阿夫沙爾王朝創建者、遜尼派土庫曼人納迪爾沙。納迪爾沙將吉爾查伊軍隊趕離波斯，標示着漢達基王朝於伊朗的統治結束。1730年，當阿什拉夫撤軍回阿富汗途中時，他被俾路支人強盜所殺，阿富汗地區由身在坎大哈的堂弟、馬哈茂德的弟弟侯賽因·漢達基所繼承，直至1738年納迪爾沙征服坎大哈，並摧毀了由侯賽因·漢達基控制的最後一個根據地為止。